# Груневауд, Марейке
Марейке Груневауд (нидерл. Marijke Groenewoud; 28 января 1999 года, Халлюм Нидерланды) — голландская конькобежка и роликобежка. Бронзовый призёр зимних Олимпийских игр 2022 года, 2-кратная чемпионка мира в масс-старте, 2-кратная призёр чемпиона Европы, 7-кратная призёр чемпионата Нидерландов. Выступала за клубы "Team FrySk" и "Royal A-ware".

## Биография
Марейке Груневауд родилась в небольшой деревне Халлюм в общине Северо-Восточная Фрисландия. Она начала кататься на коньках в возрасте 8-ми лет в Леувардене, последовав за своими друзьями, а в 2010 году уже участвовала в клубных соревнованиях. С 2014 года участвовала на юниорском чемпионате Нидерландов, тогда же дебютировала на юниорском чемпионате Европы, где заняла 3-е место в спринте. В августе 2017 года ей поставили диагноз "болезнь Пфайффера", и она на четыре месяца ушла из спорта. Она также участвовала в соревнованиях по конькобежному спорту на роликах на чемпионате мира 2018 года.
В 2019 году Марейке впервые выиграла серебряную медаль на чемпионате Нидерландов в масс-старте. В сезоне 2019/20 дебютировала на Кубке мира в Нагано в масс-старте, и вновь стала 2-й в масс-старте на Национальном чемпионате С 2020 года она является частью команды "Zaanlander", которую тренирует Джиллерт Анема. Груневауд также выступает в марафонских соревнованиях, на её счету есть победы на национальных соревнованиях в сезонах с 2019/20 по 2022/23.
Она вошла в состав сборной для участия во второй для себя серии Кубка мира сезона 2020/2021, и на 1-м этапе Кубка в Херенвене заняла 3-е место в масс-старте. На чемпионате мира на отдельных дистанциях в Херенвене выиграла второй полуфинал соревнований в масс-старте, а на следующий день стала чемпионкой мира в этой дисциплине. Она преодолела дистанцию за 8:43,15 сек, опередив на финише канадку Ивани Блонден и соотечественницу Ирен Схаутен.
В сезоне 2021/22 Марейке Груневауд в третий раз выиграла серебро чемпионата Нидерландов в масс-старте. На этапах Кубка мира в Солт-Лейк-Сити и Херенвене она поднялась на 2-е место в масс-старте, а в январе 2022 года на дебютном чемпионате Европы в Херенвене выиграла серебряную медаль в масс-старте. Через месяц на первых своих зимних Олимпийских играх в Пекине завоевала "бронзу" в командной гонке и заняла 11-е место в масс-старте.
В сезоне 2022/23 Марейке начала со 2-го места в ноябре на этапе Кубка мира в Ставангере в командной гонке, затем стала 3-й в забеге на 1500 м и 2-й в масс-старте, а на 3-м этапе в Херенвене повторила результат на этих дистанциях. В декабре в Калгари заняла 2-е место на дистанции 3000 м и дважды 3-е в масс-старте. В январе 2023 года заняла 2-е место в многоборье на чемпионате Нидерландов и стала 3-й в многоборье на чемпионате Европы в Хамаре.
В конце февраля 2023 года Марейке на чемпионате страны заняла 2-е места в забеге на 1500 м, в масс-старте и 3-е на 5000 м. На 5-м этапе Кубка мира в польском Томашуве-Мозавецком одержала две победы на дистанции 1500 м и в масс-старте. В марте на чемпионате мира на отдельных дистанциях в Херенвене завоевала золотую медаль в масс-старте и заняла 5-е место в забеге на 5000 метров.

## Личная жизнь и семья
Марейке Груневауд увлекается выпечкой. Она работала пекарем на полставки в пекарне "LekkerZoet" в Леувардене, прежде чем решила полностью сосредоточиться на конькобежном спорте в преддверии сезона 2020/21.